# Stadionul Sheikh Zayed
Stadionul Sheikh Zayed este un stadion multiuz din Abu Dhabi, Emiratele Arabe Unite. Acum este cel mai mult folosit pentru meciuri de fotbal dar poate găzdui și evenimente atletice. A fost numit după Sheikh Zayed bin Sultan Al Nahyan, fondatorul și primul președinte al EAU. Stadionul a fost terminat în 1979 și putea găzdui 60.000 de persoane, dar pentru a corespunde regulilor de securitate FIFA, el a fost renovat și capacitatea i-a scăzut la 49.500 de locuri.